# Villa Trapp u Puli
Villa Trapp (ponekad Casa Trapp), austro-ugarska je vila u pulskoj rezidencijalnoj četvrti Verudi izgrađena 1912. – 1913. godine prema projektu arhitekta Ferdinanda Geyera. Naziv je dobila po vlasniku, slavnom austro-ugarskom podmorničaru Georgu Ludwigu von Trappu, čiji je život prikazan u filmskom klasiku Moje pjesme, moji snovi.
U tadašnjoj Via Milizia kao zadnja u nizu rezidencijalnih vila visokih časnika C. i kr. ratne mornarice dovršena je 1913. godine Trappova kuća. Istočno od svojeg prvoga susjeda Miklósa Horthyja, posljednjega zapovjednika austro-ugarske ratne mornarice, Georg von Trapp financirao je izgradnju vile s dvama katovima, dok središnji dio vile na južnoj strani ima tri kata. Glavni, rezidencijalni ulaz u vilu nalazio se s južne strane gdje se nalazi glavno ulazno stubište jednostavne forme i uokvireno kamenim stupovljem i ulaznim terasama istih oblika. Skladnost cjeline naglašavaju arkadure otvora lovačke sale u prizemlju, u čijem se unutarnjem dijelu ističe izvorni ukrašeni kasetirani drveni strop.
Vila je imala i pomoćne objekte za poslugu, kočiju i ogroman park.

## Više informacija
- austro-ugarske vile i kuće u Puli
- Villa Trapp u Salzburgu
- Georg Ludwig von Trapp